# شاخص مراکز مالی جهانی

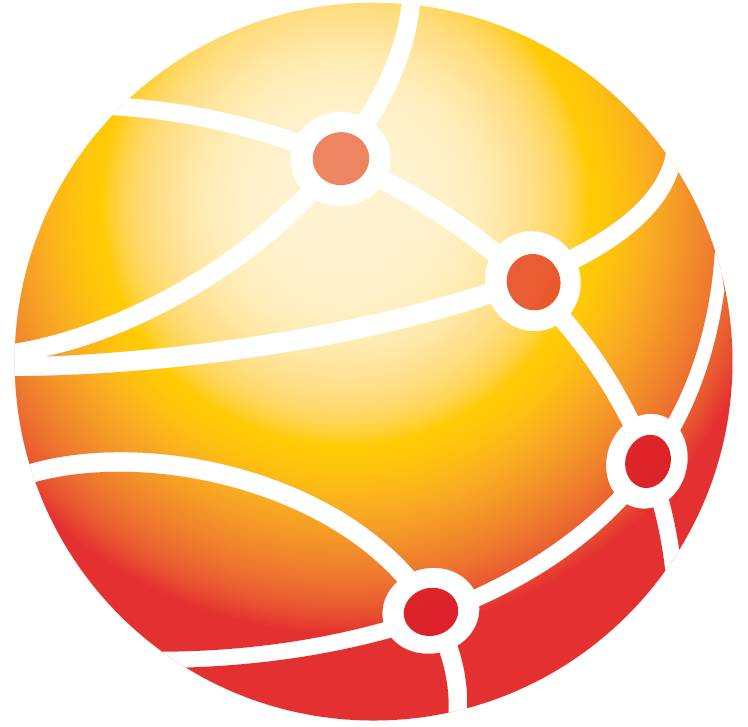

شاخص مراکز مالی جهانی (انگلیسی: Global Financial Centres Index) رتبه‌بندی رقابت‌پذیری مرکز مالی بر اساس بیش از ۲۹۰۰۰ ارزیابی مرکز مالی از یک پرسشنامه آنلاین همراه با بیش از ۱۰۰ شاخص از سازمان‌هایی مانند بانک جهانی، سازمان همکاری و توسعه اقتصادی و واحد اطلاعات اکونومیست است. اولین شاخص در مارس ۲۰۰۷ منتشر شد. از سال ۲۰۱۵ دو بار در سال توسط گروه زد/ین در لندن و مؤسسه توسعه چین در شنژن منتشر شده‌است، و به‌طور گسترده‌ای به عنوان منبع برتر برای رتبه‌بندی مراکز مالی نقل شده‌است.

## ۲۰ مرکز برتر بر اساس حوزه رقابت
این برای پنج حوزه رقابتی مجزا برای ارزیابی عملکرد مراکز مالی در هر یک از حوزه‌های GFCI 25 (مارس ۲۰۲۱) اجرا می‌شود.

## GFCI 34 (سپتامبر ۲۰۲۳)
| مقام | مرکز             | رتبه‌بندی | تغییر در مقام | تغییر در رتبه‌بندی |
| ---- | ---------------- | -------- | ------------- | ----------------- |
| 1    | نیویورک          | ۷۶۳      | بی‌تغییر       | ۳                 |
| 2    | لندن             | ۷۴۴      | بی‌تغییر       | ۱۳                |
| 3    | سنگاپور          | ۷۴۲      | بی‌تغییر       | ۱۹                |
| 4    | هنگ کنگ          | ۷۴۱      | بی‌تغییر       | ۱۹                |
| 5    | سان فرانسیسکو    | ۷۳۵      | بی‌تغییر       | ۱۴                |
| 6    | لس آنجلس         | ۷۳۴      | بی‌تغییر       | ۱۵                |
| 7    | شانگهای          | ۷۳۳      | بی‌تغییر       | ۱۶                |
| 8    | واشینگتن، دی.سی. | ۷۳۲      | ۳             | ۱۹                |
| 9    | شیکاگو           | ۷۳۱      | ۱             | ۱۵                |
| 10   | ژنو              | ۷۳۰      | ۱۳            | ۲۹                |
| 11   | سئول             | ۷۲۹      | ۱             | ۱۵                |
| 12   | شنژن             | ۷۲۸      | بی‌تغییر       | ۱۶                |
| 13   | پکن              | ۷۲۷      | بی‌تغییر       | ۱۶                |
| 14   | فرانکفورت        | ۷۲۶      | ۳             | ۱۹                |
| 15   | پاریس            | ۷۲۵      | ۱             | ۱۵                |
| 16   | لوکزامبورگ (شهر) | ۷۲۴      | ۳             | ۱۹                |
| 17   | بوستون           | ۷۲۳      | ۸             | ۸                 |
| 18   | زوریخ            | ۷۲۲      | ۲             | ۱۸                |
| 19   | آمستردام         | ۷۲۱      | ۳             | ۱۳                |
| 20   | توکیو            | ۷۲۰      | ۱             | ۱۷                |

## مشخصات مرکز مالی
آخرین گزارش 120 مرکز مالی بین‌المللی را در ماتریس زیر رتبه بندی کرده است:
| سطح       | گستردگی و عمق رهبران جهانی | گستردگی نسبی متنوع‌شده جهانی                               | عمق نسبی متخصصان جهانی | در حال ظهور مدعیان جهانی |
| --------- | --- | --------------------------------------------------------- | --- | --- |
| جهانی     | سنگاپور لندن نیویورک فرانکفورت شانگهای توکیو تورنتو آمستردام زوریخ سیدنی*                                                                           | پاریس سئول واشینگتن، دی.سی. شیکاگو لس آنجلس سان فرانسیسکو | پکن هنگ کنگ دبی* لوکزامبورگ (شهر) شنژن ابوظبی کازابلانکا*                                                                                            | مسکو |
| سطح       | Broad and deep Established international | Relatively broad International diversified                | Relatively deep International specialists | Emerging International contenders |
| بین‌المللی | برلین بانکوک* مادرید کوالا لامپور* بوسان بوستون* اشتوتگارت ادینبرو ملبورن میامیΔ هامبورگ* دوبلین ژنو بروکسل اوساکا* مونترآل ونکوور استکهلم میلان رم | مکزیکوسیتی آتن*                                           | گوانگ‌ژو بمبئی* دهلی نو* چنگدو ریاض* دالیان* جزایر کیمن* GIFT City چینگ‌دائو کیگالی تایپه آستانه (قزاقستان)* جرزی* تل‌آویو* گرنزی (جزیره)* لیختن‌اشتاین* | سنت پترزبورگ* استانبول سائو پائولو کیپ‌تاون پاناما برمودا* نایروبی جزایر ویرجین بریتانیا بحرین ژوهانسبورگ موریس بوداپست* لاگوس* دوحه                    |
| سطح       | Broad and deep Established players | Relatively broad Local diversified                        | Relatively deep Local specialists | Emerging Evolving centres |
| محلی      | ورشو آتلانتا* مونیخ اسلو گلاسگو پراگ کپنهاگ سینت پال-مینیاپولیس لیسبون کلگری سن دیگو هلسینکی ولینگتون                                               | سانتیاگو وین*                                             | هانگژو* کویت (شهر)* تیانجین* نانجینگ* مالت تهران جبل‌الطارق موناکو لوگانو جزیره من* ریکیاویک                                                          | بوئنوس آیرس باکو هوشی‌مین (شهر) بوگوتا ترینیداد و توباگو آلماتی* مانیل* براتیسلاوا* جاکارتا ریو دو ژانیرو ویلنیوس* قبرس* باهاما ووهان صوفیه* ریگا شی‌آن* |

(*) Centres that have moved between categories between GFCI 33 and GFCI 34.

(Δ) Centres that have appeared in GFCI 34 but not in GFCI 33.

## 15 مرکز برتر بر پایه حوزه رقابتی
این برای پنج حوزه رقابتی مجزا برای ارزیابی عملکرد مراکز مالی در هر یک از حوزه‌های GFCI 25 اجرا می‌شود.
| سطح | محیط تجارت       | سرمایه انسانی    | زیرساخت‌ها        | توسعه بخش مالی   | شهرت و عام       |
| --- | ---------------- | ---------------- | ---------------- | ---------------- | ---------------- |
| ۱   | نیویورک          | نیویورک          | نیویورک          | نیویورک          | نیویورک          |
| ۲   | سنگاپور          | لندن             | سنگاپور          | سنگاپور          | لندن             |
| ۳   | لندن             | سنگاپور          | لندن             | لندن             | سنگاپور          |
| ۴   | هنگ کنگ          | هنگ کنگ          | واشینگتن، دی.سی. | هنگ کنگ          | هنگ کنگ          |
| ۵   | پکن              | سان فرانسیسکو    | لوکزامبورگ (شهر) | شنژن             | سان فرانسیسکو    |
| ۶   | شانگهای          | واشینگتن، دی.سی. | شنژن             | شانگهای          | واشینگتن، دی.سی. |
| ۷   | واشینگتن، دی.سی. | شانگهای          | هنگ کنگ          | فرانکفورت        | شانگهای          |
| ۸   | آمستردام         | سئول             | سئول             | پکن              | سئول             |
| ۹   | سان فرانسیسکو    | پکن              | پکن              | لس آنجلس         | پکن              |
| ۱۰  | لس آنجلس         | لس آنجلس         | شانگهای          | لوکزامبورگ (شهر) | لس آنجلس         |
| ۱۱  | زوریخ            | شیکاگو           | فرانکفورت        | واشینگتن، دی.سی. | شیکاگو           |
| ۱۲  | لوکزامبورگ (شهر) | زوریخ            | سان فرانسیسکو    | سان فرانسیسکو    | زوریخ            |
| ۱۳  | فرانکفورت        | توکیو            | آمستردام         | بوستون           | توکیو            |
| ۱۴  | پاریس            | بوستون           | سیدنی            | سئول             | بوستون           |
| ۱۵  | شیکاگو           | ژنو              | لس آنجلس         | شیکاگو           | ژنو              |

## ۱۵ مرکز برتر بر پایه بخش صنعت
این شاخص رتبه‌بندی‌های فرعی را در حوزه‌های اصلی خدمات مالی – بانک، مدیریت سرمایه‌گذاری، بیمه، خدمات حرفه‌ای، حکمرانی و مقررات، دانش مالی، فین‌تک، و تجارت ارائه می‌کند.
| سطح | بانکداری         | مدیریت سرمایه‌گذاری | بیمه             | خدمات حرفه‌ای     | حکمرانی و مقررات | دارایی           | فین‌تک            | تجارت            |
| --- | ---------------- | ------------------ | ---------------- | ---------------- | ---------------- | ---------------- | ---------------- | ---------------- |
| ۱   | نیویورک          | نیویورک            | نیویورک          | نیویورک          | نیویورک          | نیویورک          | نیویورک          | نیویورک          |
| ۲   | شنژن             | لندن               | لندن             | سنگاپور          | لندن             | لندن             | لندن             | سنگاپور          |
| ۳   | شانگهای          | سنگاپور            | شنژن             | لندن             | واشینگتن، دی.سی. | شانگهای          | سنگاپور          | لس آنجلس         |
| ۴   | پکن              | شانگهای            | سنگاپور          | هنگ کنگ          | سنگاپور          | شنژن             | هنگ کنگ          | لندن             |
| ۵   | لندن             | پکن                | شانگهای          | سئول             | سئول             | پکن              | زوریخ            | پکن              |
| ۶   | سنگاپور          | شنژن               | پکن              | واشینگتن، دی.سی. | توکیو            | هنگ کنگ          | سان فرانسیسکو    | سئول             |
| ۷   | لوکزامبورگ (شهر) | هنگ کنگ            | لس آنجلس         | سان فرانسیسکو    | سان فرانسیسکو    | سان فرانسیسکو    | فرانکفورت        | واشینگتن، دی.سی. |
| ۸   | هنگ کنگ          | ژنو                | هنگ کنگ          | لس آنجلس         | شانگهای          | سنگاپور          | آمستردام         | سان فرانسیسکو    |
| ۹   | لس آنجلس         | سان فرانسیسکو      | بوستون           | لوکزامبورگ (شهر) | فرانکفورت        | واشینگتن، دی.سی. | شیکاگو           | شانگهای          |
| ۱۰  | واشینگتن، دی.سی. | لس آنجلس           | سان فرانسیسکو    | شانگهای          | لس آنجلس         | لوکزامبورگ (شهر) | کپنهاگ           | هنگ کنگ          |
| ۱۱  | سان فرانسیسکو    | شیکاگو             | ژنو              | ژنو              | هنگ کنگ          | فرانکفورت        | دبی              | شنژن             |
| ۱۲  | ژنو              | زوریخ              | سیدنی            | شیکاگو           | لوکزامبورگ (شهر) | لس آنجلس         | واشینگتن، دی.سی. | توکیو            |
| ۱۳  | شیکاگو           | دبی                | سئول             | فرانکفورت        | شیکاگو           | شیکاگو           | ژنو              | شیکاگو           |
| ۱۴  | بوستون           | لوکزامبورگ (شهر)   | واشینگتن، دی.سی. | بوستون           | زوریخ            | آمستردام         | برلین            | بوستون           |
| ۱۵  | پاریس            | بوستون             | میامی            | دبی              | بوستون           | برلین            | شانگهای          | میامی            |